# Élections législatives de 1993 dans la Nièvre
Les élections législatives françaises de 1993 se déroulent les 21 et 28 mars 1993. Dans le département de la Nièvre, trois députés sont à élire dans le cadre de trois circonscriptions.

## Élus
| Circonscription | Député sortant                                | Parti | Parti | Député élu ou réélu | Parti | Parti    |
| --------------- | --------------------------------------------- | ----- | ----- | ------------------- | ----- | -------- |
| 1re             | Marcel Charmant suppléant de Pierre Bérégovoy |       | PS    | Pierre Bérégovoy    |       | PS       |
| 2e              | Jacques Huyghues des Étages                   |       | PS    | Didier Béguin       |       | UDF (PR) |
| 3e              | Bernard Bardin                                |       | PS    | Simone Rignault     |       | RPR      |

## Positionnement des partis
Les candidats d'alliance RPR-UDF et divers droite se présentent sous la bannière de l'Union pour la France et ceux du Parti socialiste derrière l'Alliance des Français pour le Progrès. Enfin, Les Verts et Génération écologie s'unissent sous l'étiquette Entente des écologistes.

## Résultats

### Résultats à l'échelle du département
| Parti          | Parti                                 | Premier tour | Premier tour | Second tour | Second tour | Sièges |
| Parti          | Parti                                 | Voix         | %            | Voix        | %           | Sièges |
| -------------- | ------------------------------------- | ------------ | ------------ | ----------- | ----------- | ------ |
|                | Rassemblement pour la République      | 27 049       | 23,89        | 38 266      | 32,55       | 1      |
|                | Union pour la démocratie française    | 12 434       | 10,98        | 19 392      | 16,49       | 1      |
|                | Divers droite                         | 1 135        | 1,00         |             |             | 0      |
|                | Union pour la France                  | 40 618       | 36,87        | 57 658      | 49,04       | 2      |
|                |                                       |              |              |             |             |        |
|                | Parti socialiste                      | 32 994       | 29,14        | 59 907      | 50,96       | 1      |
|                | Divers gauche                         | 571          | 0,50         |             |             | 0      |
|                | Alliance des Français pour le progrès | 33 565       | 29,64        | 59 907      | 50,96       | 1      |
|                |                                       |              |              |             |             |        |
|                | Les Verts                             | 4 360        | 3,85         |             |             | 0      |
|                | Génération écologie                   | 1 949        | 1,72         | 0           |             |        |
|                | Entente des écologistes               | 6 309        | 5,57         |             |             | 0      |
|                |                                       |              |              |             |             |        |
|                | Parti communiste français             | 15 278       | 13,49        | Retrait     | Retrait     | 0      |
|                | Front national                        | 10 982       | 9,70         |             |             | 0      |
|                | Le Trèfle - Les nouveaux écologistes  | 4 130        | 3,65         | 0           |             |        |
|                | Divers                                | 1 418        | 1,25         | 0           |             |        |
|                | Lutte ouvrière                        | 944          | 0,83         | 0           |             |        |
|                |                                       |              |              |             |             |        |
| Inscrits       | Inscrits                              | 174 851      | 100,00       | 174 838     | 100,00      | 3      |
| Abstentions    | Abstentions                           | 54 231       | 31,02        | 48 056      | 27,49       |        |
| Votants        | Votants                               | 120 620      | 68,98        | 126 782     | 72,51       |        |
| Blancs et nuls | Blancs et nuls                        | 7 376        | 6,12         | 9 217       | 7,27        |        |
| Exprimés       | Exprimés                              | 113 244      | 93,88        | 117 565     | 92,73       |        |

### Résultats par circonscription

#### Première circonscription (Nevers)
| Candidat       | Candidat                       | Parti          | Premier tour | Premier tour | Second tour | Second tour |  |
| Candidat       | Candidat                       | Parti          | Voix         | %            | Voix        | %           |  |
| -------------- | ------------------------------ | -------------- | ------------ | ------------ | ----------- | ----------- |  |
|                | Pierre Bérégovoy sortant réélu | PS (ADFP)      | 12 755       | 34,34        | 20 904      | 53,69       |  |
|                | Daniel Rostein                 | RPR (UPF)      | 12 739       | 34,3         | 18 027      | 46,31       |  |
|                | Daniel Surieu                  | PCF            | 3 713        | 10           |             |             |  |
|                | Jean-Marc Bily                 | FN             | 2 985        | 8,04         |             |             |  |
|                | Hélène Rochard                 | GÉ (EÉ)        | 1 949        | 5,25         |             |             |  |
|                | Thierry Valignat               | LT-LNÉ         | 1 276        | 3,44         |             |             |  |
|                | Dominique Dupuis               | LO             | 944          | 2,54         |             |             |  |
|                | Christophe Warnant             | Divers gauche  | 571          | 1,54         |             |             |  |
|                | Pascal Bertheau                | Divers         | 212          | 0,57         |             |             |  |
|                |                                |                |              |              |             |             |  |
| Inscrits       | Inscrits                       | Inscrits       | 56 959       | 100,00       | 56 959      | 100,00      |  |
| Abstentions    | Abstentions                    | Abstentions    | 17 620       | 30,93        | 15 050      | 26,42       |  |
| Votants        | Votants                        | Votants        | 39 339       | 69,07        | 41 909      | 73,58       |  |
| Blancs et nuls | Blancs et nuls                 | Blancs et nuls | 2 195        | 5,58         | 2 978       | 7,11        |  |
| Exprimés       | Exprimés                       | Exprimés       | 37 144       | 94,42        | 38 931      | 92,89       |  |

#### Deuxième circonscription (Cosne-Cours-sur-Loire)
| Candidat       | Candidat             | Parti          | Premier tour | Premier tour | Second tour | Second tour |  |
| Candidat       | Candidat             | Parti          | Voix         | %            | Voix        | %           |  |
| -------------- | -------------------- | -------------- | ------------ | ------------ | ----------- | ----------- |  |
|                | Didier Béguin élu    | UDF (PR)       | 12 434       | 32,5         | 19 392      | 50,66       |  |
|                | Jean-Pierre Mignard  | PS (ADFP)      | 8 070        | 21,09        | 18 883      | 49,34       |  |
|                | André Périnaud       | PCF            | 7 570        | 19,79        | Retrait     | Retrait     |  |
|                | Robert Bouter        | FN             | 4 726        | 12,35        |             |             |  |
|                | Jean-François Daguin | Les Verts (EÉ) | 2 500        | 6,53         |             |             |  |
|                | Colette Duployez     | LT-LNÉ         | 1 822        | 4,76         |             |             |  |
|                | Jacky Brazy          | Divers droite  | 1 135        | 2,97         |             |             |  |
|                |                      |                |              |              |             |             |  |
| Inscrits       | Inscrits             | Inscrits       | 59 617       | 100,00       | 59 610      | 100,00      |  |
| Abstentions    | Abstentions          | Abstentions    | 18 639       | 31,26        | 17 633      | 29,58       |  |
| Votants        | Votants              | Votants        | 40 978       | 68,74        | 41 977      | 70,42       |  |
| Blancs et nuls | Blancs et nuls       | Blancs et nuls | 2 721        | 6,64         | 3 702       | 8,82        |  |
| Exprimés       | Exprimés             | Exprimés       | 38 257       | 93,36        | 38 275      | 91,18       |  |

#### Troisième circonscription (Château-Chinon - Clamecy)
| Candidat       | Candidat                  | Parti          | Premier tour | Premier tour | Second tour | Second tour |  |
| Candidat       | Candidat                  | Parti          | Voix         | %            | Voix        | %           |  |
| -------------- | ------------------------- | -------------- | ------------ | ------------ | ----------- | ----------- |  |
|                | Simone Rignault élue      | RPR (UPF)      | 14 310       | 37,81        | 20 239      | 50,15       |  |
|                | Bernard Bardin sortant    | PS (ADFP)      | 12 169       | 32,16        | 20 120      | 49,85       |  |
|                | Cèdre Cadena              | PCF            | 3 995        | 10,56        |             |             |  |
|                | Régis de La Croix-Vaubois | FN             | 3 271        | 8,64         |             |             |  |
|                | Jean-Luc Donadoni         | Les Verts (EÉ) | 1 860        | 4,92         |             |             |  |
|                | Jean-Marc Olivier         | LT-LNÉ         | 1 032        | 2,73         |             |             |  |
|                | Dominique Croenne         | CPNT           | 807          | 2,13         |             |             |  |
|                | Jehan Huck                | Divers         | 399          | 1,05         |             |             |  |
|                |                           |                |              |              |             |             |  |
| Inscrits       | Inscrits                  | Inscrits       | 58 275       | 100,00       | 58 269      | 100,00      |  |
| Abstentions    | Abstentions               | Abstentions    | 17 972       | 30,84        | 15 373      | 26,38       |  |
| Votants        | Votants                   | Votants        | 40 303       | 69,16        | 42 896      | 73,62       |  |
| Blancs et nuls | Blancs et nuls            | Blancs et nuls | 2 460        | 6,1          | 2 537       | 5,91        |  |
| Exprimés       | Exprimés                  | Exprimés       | 37 843       | 93,9         | 40 359      | 94,09       |  |